# Dětkovice (okres Vyškov)
Obec Dětkovice se nachází na východní hranici okresu Vyškov v Jihomoravském kraji. Rozprostírá se v nadmořské výšce 250–270 m n. m. Katastr obce má rozlohu 500 hektarů. Návsí protéká Dětkovický potok. Žije zde 272 obyvatel. Obec má vlastní obecní úřad. Kromě budovy OÚ se v obci nachází také obchod se smíšeným zbožím, kulturní dům a hasičská zbrojnice.

## Název
Na vesnici bylo přeneseno původní pojmenování jejích obyvatel Dětkovici nebo Dědkovici, které bylo odvozeno od osobního jména Dětek nebo Dědek (z písemných záznamů, v nichž se obě podoby střídají, nelze s určitostí zjistit) a znamenalo "Dětkovi/Dědkovi lidé".

## Historie
První písemná zmínka o obci pochází ze 4. června 1311 pod jménem Dydkowicz, kdy je v dobových pramenech Vítek ze Švábenic a jeho syn Jan, kteří postoupili augustiniánskému klášteru na Zderaze v Praze jeden a půl lánu v Dětkovicích na dožití pro paní Lukardu. Tehdy na českém území již dlouho platil feudální řád, kdy bylo vlastnictví půdy, dvorů a dědin rozdrobeno mezi zemany, což byla nižší šlechta. Až do 15. století si majetkový podíl obce uchovali páni ze Švábenic. Většina vsi však byla v rukou dětkovických vladyků. V roce 1503 získal díl vsi Mikuláš Cedlar z Hoffu, který pak dokoupil další díl vsi i se dvorem od Jana Hynka z Veselice.

## Obyvatelstvo

### Struktura
Dětkovice jsou bývalou obcí politického okresu kroměřížského, jež měla v roce 1930 466 obyvatel s převážnou většinou české národnosti. O třicet let později v roce 1960 poklesl počet obyvatel na 379 osob, 181 mužů a 198 žen. Podle sčítaní lidu, domů a bytů z roku 2001 zde žilo 258 obyvatel, z toho 124 mužů a 134 žen. Národnostní složení obyvatel města je poměrně homogenní, 175 obyvatel se hlásí k národnosti české, 75 k národnosti moravské a 3 k národnosti romské.
Vývoj počtu obyvatel za celou obec i za jeho jednotlivé části uvádí tabulka níže, ve které se zobrazuje i příslušnost jednotlivých částí k obci či následné odtržení.
| Místní části   | Místní části   | 1869 | 1880 | 1890 | 1900 | 1910 | 1921 | 1930 | 1950 | 1961 | 1970 | 1980 | 1991 | 2001 | 2011 |
| -------------- | -------------- | ---- | ---- | ---- | ---- | ---- | ---- | ---- | ---- | ---- | ---- | ---- | ---- | ---- | ---- |
| Počet obyvatel | část Dětkovice | 342  | 376  | 375  | 424  | 439  | 450  | 466  | 368  | 379  | 345  | 303  | 247  | 258  | 273  |
| Počet domů     | část Dětkovice | 66   | 74   | 79   | 79   | 89   | 93   | 101  | 107  | 98   | 94   | 93   | 92   | 106  | 106  |

## Obecní správa a politika

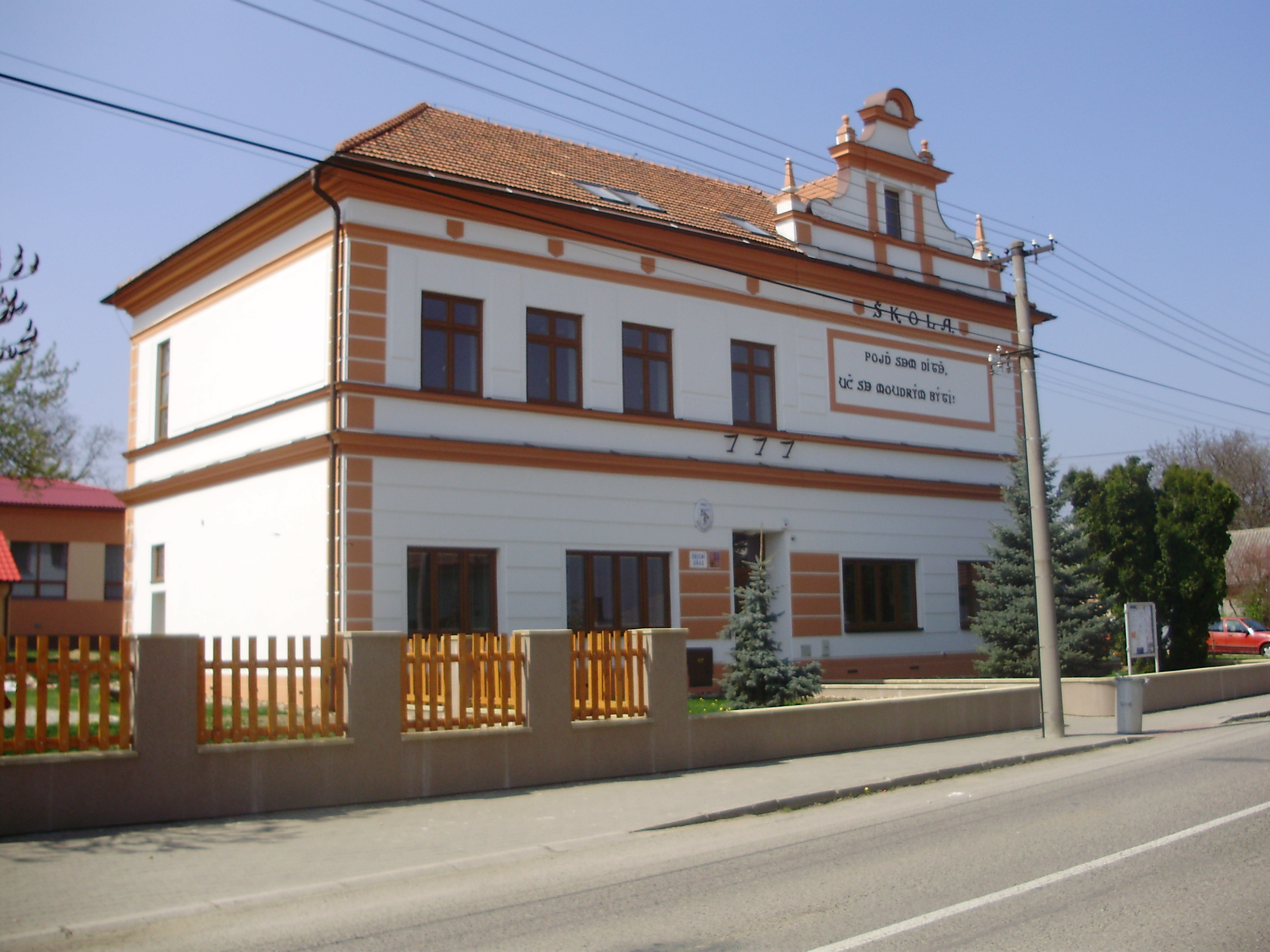
Stará škola

### Zastupitelstvo a starosta
Obec je součástí Jihomoravského kraje a okresu Vyškov. V místních volbách se volí 7 členů obecního zastupitelstva, kteří poté ze svých řad vybírají pětičlennou obecní radu, starostu a místostarostu. Při volbách do obecního zastupitelstva na funkční období 2006–2010 byla v Dětkovicích volební účast 69,57 % s následujícími výsledky (obecní radu později vytvořili zástupci ČSSD, KDU-ČSL a NEZÁVISLÍ):
| Volby 2006 | Počet hlasů | Počet mandátů |
| ---------- | ----------- | ------------- |
| KDU-ČSL    | 575         | 5             |
| NEZÁVISLÍ  | 211         | 1             |
| ČSSD       | 156         | 1             |

Po komunálních volbách v letech 2010 a 2014 byl starostou zvolen Jan Vrána (KDU-ČSL).

### Znak a vlajka
Obecní znak a prapor byl Dětkovicím udělen usnesením poslanecké sněmovny dne 9. dubna 2002.
Popis znaku zní: „Ve stříbrném štítě čelně stojící rytíř v modré kroužkové zbroji překryté zlato-modře čtvrceným šatem, s mečem u boku, držící v pravici na červené žerdi modrý praporec s ocasem se zlatou rozletitou střelou a v levici modrou, zlatě zdobenou hrncovou přilbu“.
Popis vlajky zní: „List tvoří tři svislé pruhy, bílý, modrý a bílý, v poměru 1 : 4 : 1. V modrém pruhu žlutá rozletitá střela (znak pánů ze Švábenic). Poměr šířky k délce listu je 2:3.“

## Pamětihodnosti
- Socha svatého Jana Nepomuckého na návsi
- Kaplička na Jezírku z roku 1889 sloužící jako poutní místo (K.ú.Pačlavice)
- Kaple svatého Floriána z roku 1899
- Křížová cesta posvěcená v roce 1925
- Kamenné kříže před domy čp. 98 a 104
- Památník padlých hrdinů v první světové válce

## Osobnosti
- Jaroslav Kocourek, bývalý československý reprezentant v maratonu